# Diocesi di Azura
La diocesi di Azura (in latino: Dioecesis Azurensis) è una sede soppressa e sede titolare della Chiesa cattolica.

## Storia
Azura, nei pressi di Henchir-Loulou (comune di Oued Zenati) nell'odierna Algeria, è un'antica sede episcopale della provincia romana di Numidia.
Appartiene certamente a questa sede Victor episcopus Azurensis che prese parte, rappresentante della Chiesa cattolica, alla conferenza di Cartagine del 411, che vide riuniti assieme i vescovi cattolici e donatisti dell'Africa.
Alcuni autori attribuiscono a questa antica diocesi anche il vescovo Leporio, il cui nome appare al 35º posto nella lista dei vescovi della Numidia convocati a Cartagine dal re vandalo Unerico nel 484; Leporio, come tutti gli altri vescovi cattolici africani, fu condannato all'esilio. Altri invece assegnano questo vescovo alla diocesi di Auguro.
Dal 1933 Azura è annoverata tra le sedi vescovili titolari della Chiesa cattolica; dal 25 agosto 2016 il vescovo titolare è Jorge Humberto Rodríguez-Novelo, vescovo ausiliare di Denver.

## Cronotassi

### Vescovi residenti
- Vittore † (menzionato nel 411)
- Leporio ? † (menzionato nel 484)

### Vescovi titolari
- Afonso Maria Ungarelli, M.S.C. † (13 novembre 1948 - 23 maggio 1988 deceduto)
- Edward Dajczak (15 dicembre 1989 - 23 giugno 2007 nominato vescovo di Koszalin-Kołobrzeg)
- António José da Rocha Couto, S.M.P. (6 luglio 2007 - 19 novembre 2011 nominato vescovo di Lamego)
- Gaétan Proulx, O.S.M. (12 dicembre 2011 - 2 luglio 2016 nominato vescovo di Gaspé)
- Jorge Humberto Rodríguez-Novelo, dal 25 agosto 2016